# 孙述涛
孙述涛（1965年1月—），男，山东高密人，中华人民共和国政治人物，山东农业大学林学专业毕业，南京林业大学资源与环境学院森林经理专业硕士、森林资源与环境学院造林学专业博士研究生学历。曾任山东省政协党组成员、副主席。

## 人物履历
1985年11月加入中国共产党，1987年7月参加工作。历任山东农业大学林学院教师、院长，菏泽地区行署专员助理，2001年1月任菏泽市人民政府副市长，同年2月任中共山东省委组织部副部长。2008年2月，任中共威海市委副书记、副市长、代市长、市长等职。2011年12月，升任中共威海市委书记，2012年4月当选为威海市人大常委会主任。
2018年1月31日，当选为山东省人民政府副省长。同年5月11日，改任中共济南市委副书记，当月15日任济南市人民政府副市长、代市长。2018年6月4日，济南市第十六届人民代表大会第三次会议选举孙述涛为济南市市长。2022年3月，辞去济南市市长职务，改任山东省政协党组成员。2023年1月，当选为山东省政协副主席。
2023年3月28日，因涉嫌严重违纪违法，接受中央纪委国家监委纪律审查和监察调查。同年10月9日，遭到开除党籍、开除公职处分。同月，最高人民检察院以涉嫌受贿罪对孙述涛作出逮捕决定。
2024年6月5日，山西省大同市中级人民法院以受贿罪判处孙述涛无期徒刑，剥夺政治权利终身，并处没收个人全部财产。检察机关指控孙述涛非法收受财物共计折合人民币1.29亿余元。
2025年1月8日，中国中央电视台综合频道播出专题片《反腐为了人民》，提及到孙述涛案的细节。孙述涛在任威海市委书记期间，威海市2013年至2017年的GDP省内排名位居前列，2018年回落到第13名。国家统计局核实2013年至2017年，威海市规模以上工业企业统计数据存在严重虚报的情况。